# Джованни да Милано
Джованни да Милано (ит. Giovanni da Milano; род. ок. 1320-25 гг – ум. после 1369г) –  живописец итальянского проторенессанса.

## Биография
О жизни и творчестве Джованни сохранилось крайне мало документальной информации. Прозвище «Джованни из Милана» свидетельствует о ломбардском происхождении живописца, но в ломбардских архивных документах его имя не обнаружено. Источником информации о нём являются исключительно флорентийские архивы.
Несмотря на то, что свои произведения он подписывал «Джованни да Милано», в официальных документах сообщается, что происходил он из Каверсаччо, небольшого городка, который находится в провинции Комо. Дату рождения художника относят приблизительно к 1320-25 годам, основываясь на том, что в списке флорентийской Гильдии врачей и аптекарей (Арте деи Медичи э дельи Специали) его имя впервые появляется в 1346 году. По всей вероятности, навыки художественного ремесла Джованни приобрёл в Ломбардии до того, как приехал во Флоренцию, сформировавшись в кругу художников, перенимавших передовые художественные новации после того, как Милан посетил выдающийся мастер Джотто ди Бондоне.
После того, как 17 октября 1346 года «Йоханнес де Медиолано» был зарегистрирован во Флоренции среди прочих приезжих художников, он какое-то время работал там, однако уже в 1348 году покинул город, вероятно, вследствие разразившейся эпидемии чумы, выкосившей в середине XIV века примерно треть населения Европы. Исследователи предполагают, что именно в период этого отъезда он создал фреску «Мадонна с младенцем и святыми» в люнете Оратория Мадонна делле Грацие в Мендризио (Швейцария) – первое известное произведение художника.
В начале 1350-х годов Джованни возвращается в Тоскану. В 1355-60 годах он расписал полиптих для Госпиталя в Прато (Спедале делла Мизерикордия), в котором продемонстрировал свои способности в изображении человеческой жестикуляции, элементов природы и разных мелких деталей одежды.
В 1362 году его имя вновь появляется в списке флорентийской Гильдии врачей и аптекарей. В 1363 году в местной налоговой ведомости  (Portata dell’Estimo) он числится как житель флорентийского округа Сан Пьер Маджоре. Вероятно, художник решил надолго остаться  во Флоренции, поэтому в 1366 году он для себя и своих детей приобретает флорентийское гражданство. К этому периоду относится ещё один сохранившийся документ от 1365 года; в нём руководство Орсанмикеле соглашается продлить художнику время для завершения росписи капеллы Ринуччини в церкви Санта Кроче – единственный фресковый цикл, правда, незавершённый, сохранившийся из всего монументального творчества мастера. В это же время им была создана картина «Пьета» (ок. 1365г., ныне в Галерее Академии, Флоренция). Вазари сообщает, что во время проживания во Флоренции Джованни да Милано сотрудничал с Таддео Гадди, однако его версия не имеет документального подтверждения. Этот период считается расцветом творчества Джованни.
Последнее упоминание имени художника относится к 1369 году, когда Джованни да Милано оказался в списке среди лучших современных ему мастеров, отправившихся расписывать залы Ватиканского дворца в Риме – Джоттино, Джованни и Аньоло Гадди и Бартоломео Булгарини (росписи не сохранились). Предположительно фрески были выполнены в связи с тем, что папа Урбан V решил перенести папский престол из Авиньона в Рим, поэтому папский дворец надлежало привести в соответствующее столь высокому статусу состояние. Учёные полагают, что Джованни да Милано был руководителем приглашённых художников, поскольку он был самым старшим, самым опытным и самым влиятельным мастером в этой группе.
Имя художника "Джованни из Комо" ("de Comes"), упоминается в документе от 1375 года, сообщающем о ремонтных работах в Монтекассино, но имеет ли оно отношение к Джованни да Милано - неизвестно. После этого имя художника было забыто на несколько веков и возвращено из небытия только благодаря исследованиям в XIX веке.

## Творчество
Историки искусства отмечают, что, соединив ломбардскую художественную традицию с достижениями эпохи Джотто, Джованни да Милано способствовал выработке нового художественного языка, ставшего неотъемлемой частью готической живописи периода её расцвета.  Ломбардская культура в целом, и живопись в частности, стали особенно интенсивно развиваться после 1277 года, когда к власти в Ломбардии пришёл клан Висконти. Появились фресковые росписи и иллюстрированные миниатюрами книги, в которых местные художники вырабатывали свой оригинальный язык, имевший местные отличительные черты. После того, как Джотто побывал в Падуе, создав фрески в знаменитой капелле Скровеньи, местные художники стали перенимать его способы передачи объёма и пространства. Один из его последователей – Джусто де Менабуои, работал в Милане и Падуе, создав значительные фресковые циклы. Джованни да Милано впитал все эти художественные наработки и развил их далее в русле нарождающейся позднеготической идиомы. С помощью особого мазка кисти он придавал фигурам объём, но в то же время удлинял их, и обряжал в элегантные, шитые золотом наряды. Он стал ключевой фигурой в художественной жизни второй половины XIV века, каким-то образом предвосхитив позднеготическую культуру, и став центром чрезвычайно интересного художественного процесса, в котором соединились ломбардская и тосканская традиции.

## Произведения

### Ранние работы
К ранним работам художника исследователи относят те произведения, в которых видят сильное ломбардское влияние и первые самостоятельные шаги. Кроме фрески «Мадонна с младенцем и святыми» в люнете Оратория Мадонна делле Грацие в Мендризио (Швейцария), выполненной в 1348-50гг, это в основном небольшого формата произведения, атрибуция которых носит не бесспорный характер:
- 1.	 «Христос с Богородицей и святые» (Лондон, Национальная галерея). Работу датируют по-разному, от 1345-50 до 1360-64 годов.
- 2.	 Несколько изображений «Распятия Христа» (Оксфорд, Художественная галерея церкви Христа; Амстердам, Гос. музей; рисунок «Распятия» из Гос. музеев Берлина, и «Распятие» из Частного собрания) – все они датируются 1350-ми – 60ми годами.
- 3.	 «Архангел Михаил» (1355-60гг; Частное собрание)
- 4.	«Мадонна с младенцем, святыми и евангельскими сюжетами» (ок. 1355г., Рим, Галерея Корсини), икона, размером 55х87 см, на которой художник изобразил, кроме Мадонны, «Благовещение», «Рождество», «Распятие», «Оплакивание Христа» и также 6 святых: Св. Николая, Стефана (или Лаврентия), Якова, Евстафия, Екатерину Александрийскую и Маргариту.

- «Христос с Богородицей и святые», 1348-50, Лондон, Национальная галерея
- «Распятие», ок 1355, Оксфорд, Художественная галерея церкви Христа
- «Архангел Михаил» (1355-60гг; Частное собрание)
- Распятие, рисунок, ок 1360г, Берлин, Гос. музеи
- Распятие. 1360-65, Частное собрание.
- Распятие. Гос. музей, Амстердам

### Полиптих из Прато
Благодаря сохранившейся надписи известно, что заказчиком полиптиха был «Брат Франческо», которого ныне уверенно ассоциируют с Франческо де’Тьери, священником, работавшим администратором Спедале делла Мизерикордия в Прато с 1332 по 1372 год. В надписи сохранилось и имя автора «Johannes de Mediolano». Принадлежность алтарной картины Госпиталю Мизерикордия подтверждается присутствием на ней св. Варнавы, которому был посвящён госпитальный храм.
Полиптих состоит из пятнадцати деревянных панелей: «Мадонна с младенцем на троне» - в центре, по сторонам от неё святые Екатерина Александрийская, Бернар Клервосский, Варфоломей и Варнава. В среднем ряду: «Мученичество св. Екатерины», «Явление Богородицы св. Бернару», «Благовещение», «Мученичество св. Варфоломея», «Мученичество св. Варнавы». На картинах пределлы: «Рождество», «Поклонение волхвов», «Введение во храм» и «Моление о чаше», «Поцелуй Иуды», «Путь на Голгофу».
Согласно документам, ранее, приблизительно с 1367 года, полиптих стоял в алтаре мужского лазарета госпиталя – Pellegrino nuovo, но впоследствии был удалён оттуда, вероятно в ходе ремонтных работ 1692-1702 годов. До середины XIX в., когда он был перенесён в помещение, которым пользовался comissario (администратор) госпиталей Прато, научным кругам о нём не было ничего известно; тогда же пропали боковые пилястры полиптиха.
Недавно найденные документы проливают свет на некоторые обстоятельства создания произведения. В 1355 году Франческо деТьери получил разрешение епископа Пистойи использовать завещанное наследство братьев Никколо и Эджидио ди Сальвато Мати для завершения оформления госпитальной капеллы. Во время эпидемии чумы 1348 года эти братья занялись строительством капеллы, посвященной Св. Бернарду и Богородице. Живопись полиптиха была связана со всеми этими событиями, и поэтому же св. Бернард изображён на нём непосредственно справа от Богородицы.
Иконографические особенности произведения говорят в пользу того, что оно было создано ок. 1355 года или чуть позже. На нем изображён несколько архаичный трон Богородицы и видно сильное влияние ломбардской культуры, выраженное в живом рассказе сюжетов и внимании к изображению элементов природы.
- Св. Екатерина Александийская. Деталь полиптиха
- Явление Богородицы св. Бернару. Деталь полиптиха
- Благовещение. Деталь полиптиха
- Рождество. Деталь полиптиха
- Введение Христа во храм. Моление о чаше. Деталь полиптиха
- Поцелуй Иуды. Деталь полиптиха

### Полиптих из Пизы
О создании этого произведения не сохранилось никаких документов, поэтому его атрибуция Джованни да Милано основана на стилистическом анализе и косвенных данных.  От полиптиха до нас дошли всего пять фрагментов: центральная панель «Мадонна с младенцем на троне» (ныне находится в Скандиччи (Флоренция) в храме Сан Бартоломео ин Туто; боковые панели: «Св. Антоний –аббат» (Уильямстаун, Колледж искусства) и «Св. Франциск» (Лувр, Париж); а также два навершия с изображением Благовещения (Ангел Благовеста и Благовестуемая Мария – оба в Музее Сан Маттео, Пиза).
Полиптих был написан для ордена Умилиатов. Связи Джованни да Милано с этим орденом подтверждаются тем точно установленным фактом, что он написал для Умилиатов большой полиптих, основная часть которого хранится ныне во Флоренции (Полиптих Оньиссанти). Этот орден имел множество отделений в Ломбардии, откуда происходил художник. Все эти соображения привели исследователей к мысли, что полиптих мог быть исполнен для пизанской церкви Сан Торпе – местного храма ордена Умилиатов. С другой стороны, присутствие св. Франциска может свидетельствовать в пользу того, что полиптих мог быть исполнен для какого-то францисканского храма Пизы.
Перемещение полиптиха из алтаря и его расформирование могло произойти в XVIII или XIX веках, когда монашеские ордена подвергались обструкции. Его датировка тоже остается предметом дискуссии. Предполагают, что он мог быть создан около 1360 года. Между Пизой и Флоренцией в 1353-65 годах шла война, и заказ ломбардскому художнику расписать полиптих мог быть дружеским жестом, отражающим связи между домом Висконти и Пизой, возникшие в середине XIV века.
У исследователей не вызывает сомнений рука Джованни да Милано в создании всех сохранившихся частей полиптиха, за исключением фигуры Ангела Благовеста, которую, возможно, написал какой-то местный пизанский художник. Отмечается также, что в Пизе в тот период работало много сиенских художников, и сиенский готический стиль отражён в произведениях художника, исполненных в этом городе.
- Мадонна с младенцем на троне. Скандиччи, ц. Сан Бартоломео ин Туто. Деталь полиптиха
- Св. Франциск. Париж, Лувр. Деталь полиптиха
- Св. Антоний-Аббат. Уильямстаун, Колледж искусства. Деталь полиптиха
- Ангел. Сан Маттео, Пиза. Деталь полиптиха
- Благовестуемая Мария. Сан Маттео, Пиза. Деталь полиптиха

### Полиптих Оньиссанти
Это крупный полиптих, расписанный для флорентийской церкви Оньиссанти (ц. Всех Святых), которая принадлежала ордену Умилиатов. Историк искусства Джорджо Вазари приписал его кисти Джованни да Милано, основываясь на подписи, которая когда-то была на раме полиптиха, но рама не сохранилась. Полиптих сначала украшал главный алтарь храма, затем был перемещён в боковую капеллу в том же храме, а затем, приблизительно в конце XVII –  нач. XVIII в. размонтирован. В итоге от него сохранились пять из шести боковых панелей и пять малых картин нижнего яруса (все в Галерее Уффици, Флоренция), обрезанная центральная панель со сценой «Коронования Марии» (Национальный Музей Изящных искусств, Буэнос Айрес), а также один из семи пинаклей с изображением «Троицы и святых Павла и Иоанна Богослова» (Частное собрание). На боковых панелях художник изобразил Св. Екатерину Александрийскую и Св. Лючию, Св. Стефана и Св. Лаврентия, Иоанна Крестителя и Св. Луку, Св. Петра и Св. Бенедикта, Св. Якова-старшего и Св. Григория. На пяти малых картинах нижнего яруса изображены хоры: хор девственниц, хор мучеников, хор апостолов, хор патриархов и хор пророков.
Учёные до сих пор спорят о времени его создания; наибольшую поддержку имеет точка зрения, что полиптих был расписан в 1360-х годах – в период расцвета творчества художника. Любопытной особенностью полиптиха являются изображения картин сотворения мира в верхней части панелей среднего яруса. Реставрационные работы, проведенные в 2006-08 годах, открыли зрителям превосходные яркие краски, которыми оперировал мастер. Структура и конструкция полиптиха очень близки полиптиху из Прато, который художник расписал в 1355 году.
- Св. Лючия и Екатерина Александрийская. Флоренция, Уффици. Деталь полиптиха
- Коронование Марии. Нац. Музей изящных искусств, Буэнос Айрес. Деталь полиптиха
- Св. Пётр и Бенедикт. Флоренция, Уффици. Деталь полиптиха
- Хор святых дев. Хор мучеников. Флоренция, Уффици. Деталь полиптиха
- Хор мучеников. Флоренция, Уффици. Деталь полиптиха
- Хор пророков. Флоренция, Уффици. Деталь полиптиха

### Неизвестный полиптих («Полиптих Милан-Турин-Лондон-Париж»)
Полиптих был реконструирован из разных приписанных кисти Джованни да Милано отдельных частей, однако, не полностью, т.к. в предложенной реконструкции не хватает правой части и одной картины пределлы. Его название "Милан-Турин-Лондон-Париж" связано с тем, что происхождение этого полиптиха неизвестно, а его части находятся в разных собраниях живописи Милана, Турина, Лондона и Парижа. О его происхождении учёные высказали несколько гипотез. По одной версии он мог принадлежать Камальдульскому монастырю Санта Мария дельи Анджели во Флоренции, откуда в Лондонскую Национальную галерею попали три навершия полиптиха с изображением Богоматери, Апокалиптического Христа и Иоанна Крестителя. По другой версии, он происходит из ц. Санта Кроче во Флоренции, поскольку Джорджо Вазари упоминает находившийся там полиптих кисти Джованни да Милано, располагавшийся в алтаре св. Герардо из Вилламаньи. Третья версия гласит, что полиптих мог быть создан для флорентийской церкви Сан Сальваторе делль’Арчивесковадо (Архиепископская церковь Св. Сальваторе), поскольку оттуда происходит его центральная панель, изображающая Христа-судью. Складное епископское кресло, на котором восседает Христос, по сути является символом епископства, в связи с чем исследователи полагают, что полиптих мог быть заказан именно для этой церкви.
Кроме перечисленных частей полиптиху предположительно принадлежат две картины пределлы из частного собрания: «Неверие Фомы» и «Воскресение». Вероятно, изначально это был триптих, однако боковая панель с изображениями святых из Галереи Сабауда, Турин, делает возможным допущение, что это был пентаптих. Хронологически его располагают в период расцвета творчества мастера – в 1360-е годы.
- Одиннадцать святых. Галерея Сабауда, Турин. Деталь полиптиха.
- Христос-судья. Брера, Милан Деталь полиптиха.
- Богоматерь. Национальная галерея, Лондон. Деталь полиптиха.
- Христос Апокалипсиса. Национальная галерея, Лондон. Деталь полиптиха.
- Иоанн Креститель. Национальная галерея, Лондон. Деталь полиптиха.
- Воскресение Христа. Париж, частное собрание. Деталь полиптиха.
- Неверие Фомы. Париж, частное собрание. Деталь полиптиха.

### Капелла Ринуччини
Капелла, расположенная во флорентийской церкви Санта Кроче, первоначально принадлежала богатому семейству Гвидалотти, а не Ринуччини. В 1351 году Лапо ди Лизио Гвидалотти завещал 700 флоринов на строительство и роспись капеллы. Распорядителем этих больших средств стало Общество Святой Девы Марии дель Орто, санкционировавшее начало работ в 1365 году.
Джорджо Вазари ошибочно считал автором росписи капеллы Таддео Гадди. Авторство Джованни да Милано в 1864 году установил известный историк искусства Кавальказелле. В дальнейшем его мнение было подтверждено обнаруженным документом от 26 мая 1365 года, сообщающим, что художнику Джованни да Милано, с которым заключил контракт Фра Лодовико ди Джованни, хранитель библиотеки Санта Кроче, выделяется дополнительное время для завершения работ над фресками. Несколько дней спустя были перечислены 50 флоринов частичной предоплаты за предстоящие работы. Исследователи предполагают, что в ходе росписей возник какой-то конфликт, и автор прервал работу над фресками до их завершения. Фрески были завершены в 1370-71 годах, когда попечительство над капеллой перешло к семейству Ринуччини. В итоге все картины нижнего яруса на обеих стенах и фигуры нижних святых, расположенные над входом, были написаны неизвестным художником, которого называли «Мастер Ринуччини» до тех пор, пока Лючано Беллози в 1973 году не определил, что это был Маттео ди Пачино.
Капелла Ринуччини посвящена Рождеству Марии и св. Марии Магдалине. Программа росписей представляет собой эпизоды из их жития. На северной стене изображены: «Изгнание Иоакима из храма», «Сон Иоакима», «Встреча Иоакима и Анны у Золотых ворот», «Рождество Марии», «Введение Марии во храм», «Обручение Марии». На южной стене: «Пир в доме Симона Фарисея», «Христос у Марии и Марфы», «Воскрешение Лазаря», «Noli me tangere», «Чудесное нахождение ребёнка», «Воскрешение жены правителя по молитвам Марии Магдалины». Свод капеллы украшен изображениями четырёх пророков и медальоном с благословляющим Христом, который написан на дереве и прикреплён к потолку. Над входом располагаются полуфигуры двенадцати апостолов со скрижалями, на которых изображён символ веры. На пилястрах слева фигуры св. Франциска и св. Антония, справа – св. Людовик Тулузский и св. Андрей из Ананьи.
Исследователи отмечают, что тщательно продуманное изображение храмовой архитектуры (особенно на фреске «Изгнание Иоакима из храма») свидетельствует о влиянии живописи Таддео Гадди. Библейским историям, изложенным во фресках, присущ мягкий, спокойный тон повествования. Особое внимание художник уделяет жанровым сценкам и разным бытовым деталям («Рождество Марии», «Пир в доме Симона Фарисея»). Отмечается также, что в лучших изображениях женщин («Рождество Марии» и «Изгнание Иоакима из храма»), художник сумел передать как их юную красоту, так и элегантность одежд (декольтированные платья с открытыми плечами). Вообще, экспертами особо отмечается эта особенность творчества Джованни да Милано – изображение модных одежд, в которые он обряжал святых дев не только на фресках, но и в полиптихах. Сцену «Воскрешение Лазаря» Джованни да Милано решил в ключе, существенно отличающемся от традиционной версии. Некоторые исследователи полагают, что столь необычное решение могло послужить причиной серьёзных разногласий с заказчиком, вынудивших художника прервать работу над фресками.
- Капелла Ринуччини. Роспись потолка.
- Медальон с изображением Благословляющего Христа.
- Изгнание Иоакима из Храма.
- Изгнание Иоакима из Храма. Деталь.
- Изгнание Иоакима из Храма. Деталь. Юные девы.
- Встреча Иоакима и Анны у Золотых ворот, деталь
- Рождество Марии
- Пир в доме Симона Фарисея
- Христос у Марии и Марфы
- Воскрешение Лазаря